# Conques-sur-Orbiel
Conques-sur-Orbiel – miejscowość i gmina we Francji, w regionie Oksytania, w departamencie Aude. Przez miejscowość przepływa rzeka Orbiel. 
Według danych na rok 1990 gminę zamieszkiwały 2043 osoby, a gęstość zaludnienia wynosiła 81 osób/km² (wśród 1545 gmin Langwedocji-Roussillon Conques-sur-Orbiel plasuje się na 192. miejscu pod względem liczby ludności, natomiast pod względem powierzchni na miejscu 273.).

## Zabytki
Zabytki w miejscowości posiadające status Monument historique:
- zamek des Saptes (Château des Saptes)
- kościół Sainte-Foy (Église Sainte-Foy)
- Maison Fraisse